# Световно първенство по снукър
Световното първенство по снукър (на английски: World Snooker Championship) е най-голямото състезание по снукър през спортния сезон, от гледна точка на престижа, паричните награди и точките за световната ранглиста, които могат да бъдат спечелени.

## История
Първото световно първенство по снукър се провежда през 1927 г. и за организирането му помага Джо Дейвис. Срещите от състезанието се провеждат на различни места, а финалния мач се провежда в Camkin's Hall, Бирмингам. Първото световно първенство е спечелено от Джо Дейвис, който побеждава Том Денис с резултат 20 на 11 фрейма. За победата си Дейвис получава парична награда от 6,10 паунда. Най-големият брейк на състезанието е 60 и е постигнат от Албърт Коуп.
И през следващите няколко години срещите от първенството не се провеждат само на едно място. Джо Дейвис печели всяко първенство до 1940 г., когато на финала той побеждава по-малкия си брат Фред Дейвис с резултат 37 на 36 фрейма. По време на Втората световна война не са провеждани световни първенства по снукър. Първенството е възстановено през 1946 г., когато отново е спечелено от Джо Дейвис, което е неговата 15-а световна титла. След 1946 г. Джо Дейвис никога не участва в борбата за световната титла, въпреки че продължава да играе професионално снукър.
През следващата 1947 г. първенството е спечелено от Уолтър Доналдсън, но именно по-малкият брат на Джо Дейвис – Франк е този който доминира на състезанието през следващите няколко години, като печели световната титла 8 пъти.
През 1952 г., поради разногласията между управляващата професионалния снукър и билярд организация (Билярдната асоциация и управителния съвет (BACC)) и някои от професионалните играчи, се провеждат две световни първенства. Световният Мачплей, организиран от някои от играчите, се провежда до 1957 г. и е смятан за истинското световно първенство, докато първенството, организирано от Билярдната организация съществува само една година (1952).
След това настъпва период на упадък за професионалния снукър и в периода между 1958 и 1963 г. не се провежда световно първенство. През 1964 г. състезанието е възстановено в чалиндж-модел, което е и форматът на световното първенство, който се запазва до 1968 г. Това означава, че мачовете от първенството се провеждат в различен вид и на различно място като понякога и повече от веднъж в годината.
Джон Пулман, който печели първенството през 1957 г. напълно доминира в състезанието през този период, като печели и през 7-те години, през които състезанието е в този формат.
Световното първенство възвръща стария си елиминационен модел през 1969 г. През тази година състезанието е спечелено от Джон Спенсър, но Рей Риърдън е този, който доминира в първенството през следващите години. Той печели общо 6 световни титли в периода между 1970 и 1978 г.
Първенството през 1976 г. е първото, което се спонсорира от Посолството. През следващата година състезанието е преместено в Крусибъл Тиътър в Шефилд, Великобритания и започва телевизионното предаване на мачове от първенството. Крусибъл Тиътър предлага уникална атмосфера, както за зрителите в залата така и за телевизионните зрители. Мястото побира повече от хиляда души, като челните редове са разположени едва на метри от самите играчи. По това време снукърът започва да става популярен, заради широката телевизионна аудитория. За много от почитателите на играта Крусибъл се превръща в синоним на самия снукър. Най-успешните играчи от първенството в Крусибъл са Стив Дейвис, който печели 6 пъти състезанието през 1980-те години и Стивън Хендри, който печели първенството 7 пъти през 1990-те години. В по-новата история на състезанието то има значително по-разнообразен вид, с 4-ма различни световно шампиони през последните 4 години. Може би най-известния финал от Крусибъл е от 1985 г., когато един срещу друг играят Денис Тейлър и Стив Дейвис. Мачът завършва при резултат 18 на 17 фрейма в полза на Денис Тейлър.
През 2004 г. световното първенство разполага с награден фонд от 1 378 920 паунда. Най-големите парични награди през тази година са разпределени така:
- 250 000 паунда за победителя
- 125 000 паунда за другия финалист
- 157 000 паунда за постигане на максимален брейк от 147 точки. Наградата е 147 000 паунда за брейк 147 и 10 000 паунда за най-голям брейк на първенството.

В календара за спортния сезон 2005/2006 в снукъра началото на същинското световно първенство е насрочено за 15 април.

## Победители
Това е таблица с победителите в световното първенство след 1990 г. За пълен списък на победителите вижте Световни шампиони (снукър).
| Година | Победител      | Опонент        | Краен резултат | Сезон   |
| ------ | -------------- | -------------- | -------------- | ------- |
| 1990   | Стивън Хендри  | Джими Уайт     | 18 – 12        | 1989/90 |
| 1991   | Джон Парот     | Джими Уайт     | 18 – 11        | 1990/91 |
| 1992   | Стивън Хендри  | Джими Уайт     | 18 – 14        | 1991/92 |
| 1993   | Стивън Хендри  | Джими Уайт     | 18 – 5         | 1992/93 |
| 1994   | Стивън Хендри  | Джими Уайт     | 18 – 17        | 1993/94 |
| 1995   | Стивън Хендри  | Найджъл Бонд   | 18 – 9         | 1994/95 |
| 1996   | Стивън Хендри  | Питър Ебдън    | 18 – 12        | 1995/96 |
| 1997   | Кен Дохърти    | Стивън Хендри  | 18 – 12        | 1996/97 |
| 1998   | Джон Хигинс    | Кен Дохърти    | 18 – 12        | 1997/98 |
| 1999   | Стивън Хендри  | Марк Уилямс    | 18 – 11        | 1998/99 |
| 2000   | Марк Уилямс    | Матю Стивънс   | 18 – 16        | 1999/00 |
| 2001   | Рони О'Съливан | Джон Хигинс    | 18 – 14        | 2000/01 |
| 2002   | Питър Ебдън    | Стивън Хендри  | 18 – 17        | 2001/02 |
| 2003   | Марк Уилямс    | Кен Дохърти    | 18 – 16        | 2002/03 |
| 2004   | Рони О'Съливан | Греъм Дот      | 18 – 8         | 2003/04 |
| 2005   | Шон Мърфи      | Матю Стивънс   | 18 – 16        | 2004/05 |
| 2006   | Греъм Дот      | Питър Ебдън    | 18 – 14        | 2005/06 |
| 2007   | Джон Хигинс    | Марк Селби     | 18 – 13        | 2006/07 |
| 2008   | Рони О'Съливан | Алистър Картър | 18 – 8         | 2007/08 |
| 2009   | Джон Хигинс    | Шон Мърфи      | 18 – 9         | 2008/09 |
| 2010   | Нийл Робъртсън | Греъм Дот      | 18 – 13        | 2009/10 |
| 2011   | Джон Хигинс    | Джъд Тръмп     | 18 – 15        | 2010/11 |
| 2012   | Рони О'Съливан | Алистър Картър | 18 – 11        | 2011/12 |
| 2013   | Рони О'Съливан | Бари Хокинс    | 18 – 12        | 2012/13 |
| 2014   | Марк Селби     | Рони О'Съливан | 18 – 14        | 2013/14 |
| 2015   | Стюарт Бингам  | Шон Мърфи      | 18 – 15        | 2014/15 |
| 2016   | Марк Селби     | Дин Дзунхуей   | 18 – 14        | 2015/16 |
| 2017   | Марк Селби     | Джон Хигинс    | 18 – 15        | 2016/17 |
| 2018   | Марк Уилямс    | Джон Хигинс    | 18 – 16        | 2017/18 |
| 2019   | Джъд Тръмп     | Джон Хигинс    | 18 – 9         | 2018/19 |
| 2020   | Рони О'Съливан | Кайрън Уилсън  | 18 – 8         | 2019/20 |
| 2021   | Марк Селби     | Шон Мърфи      | 18 – 15        | 2020/21 |
| 2022   | Рони О'Съливан | Джъд Тръмп     | 18 – 13        | 2021/22 |
| 2023   | Лука Бресел    | Марк Селби     | 18 – 15        | 2022/23 |
| 2024   | Кайрън Уилсън  | Джак Джоунс    | 18 – 14        | 2023/24 |

## Постижения
- Най-големия брой световни титли печелени от един човек е 15. Това е постигнато от Джо Дейвис. През периода когато титлата е притежание на Джо Дейвис има малко професионални играчи. В съвременния снукър най-доброто постижение е на Стивън Хендри и Рони О'Съливан, които печелят световната титла по 7 пъти. През 1980-те години Стив Дейвис печели първенството 6 пъти. Същото прави и Рей Риърдън през 1970-те години.

- Първият максимален брейк от 147 точки е постигнат от Клиф Торбърн през 1983 г. Рони О'Съливан е единствения играч в историята на състезанието, който прави брейк от 147 два пъти. Той и Робърт Милкинс са единствените играчи, които постигат серия от 147 точки и след това губят мача си на Световното първенство (За О'Съливан това се случва през 2003 в мача му срещу Марко Фу, а за Робърт Милкинс в квалификационния му мач срещу Марк Селби през 2006 г.). Джими Уайт (1992), Стивън Хендри (1995) и Марк Уилямс (2005) са другите играчи с максимален брейк на световното първенство.

- Фъргъл О'Браян е единствения играч, който успява да направи сенчъри брейк (брейк от над 100 точки) в първия си фрейм в Крусибъл Тиътър.

- Стивън Хендри е играча, спечелил световната титла на най-малка възраст. Той постига това, когато е на 21 години.

- Клиф Торбърн от Канада, който печели световното първенство през 1980 г. и Кен Дохърти от Ирландия, който става световен шампион през 1997 г. са единствените победители от световното първенство, които са родини извън Великобритания.

- Изненадващи победи на световното първенство са тези на Джо Джонсън и Шон Мърфи съответно през 1986 и 2005 г. Те печелят състезанието при коефициент 150:1. Друга неочаквана победа е тази на Тери Грифитс през 1979 г., което е едва неговата втора победа от професионално състезание.

- Джими Уайт достига до финал на първенството 6 пъти, но никога на става световен шампион. Най-близо до победата той е през 1994 г., когато губи от Стивън Хендри с 18 на 17 фрейма.

- Кен Дохърти е единствения играч в историята, който печели световната титла на младежко, аматьорско и професионално равнище.

- На Световно първенство по снукър през 2008 г. са постигнати два максимални брейка – на Рони О'Съливан, (за когото това е девети максимален брейк) и Алистър Картър (за когото това е първи максимален брейк в кариерата). До този момент не е правена повече от една серия от 147 в един и същи ранкинг турнир.

- На Световноτο първенство по снукър през 2009 Стивън Хендри постига своя 9 максимален брейк в мач от четвъртфиналите срещу Шон Мърфи. Този максимален брейк е 9 в историята на Световното първенство по снукър.

| Портал | В Портал Снукър можете да намерите още много страници за снукър. |